# Liste der Baudenkmäler in Aura an der Saale
Auf dieser Seite sind die Baudenkmäler in der unterfränkischen Gemeinde Aura an der Saale zusammengestellt. Diese Tabelle ist eine Teilliste der Liste der Baudenkmäler in Bayern. Grundlage ist die Bayerische Denkmalliste, die auf Basis des Bayerischen Denkmalschutzgesetzes vom 1. Oktober 1973 erstmals erstellt wurde und seither durch das Bayerische Landesamt für Denkmalpflege geführt wird. Die folgenden Angaben ersetzen nicht die rechtsverbindliche Auskunft der Denkmalschutzbehörde.
 Diese Liste gibt den Fortschreibungsstand vom 15. April 2020 wieder und enthält 22 Baudenkmäler.

## Baudenkmäler
Vom ehemaligen Benediktinerkloster sind folgende Teile erhalten:
- Ehemalige Benediktinerklosterkirche, jetzt katholische Pfarrkirche St. Laurentius: Dreischiffige Pfeilerbasilika mit eingezogenem Chor und östlichem Chorturm mit Zwiebelhaube, im Kern 1108–13, um 1600 Erhöhung des Langhauses und Turmbau, 1687–1697 teilweise niedergelegt, teils verändert, 1742–1745 erneute Umgestaltung; mit Ausstattung (Lage).
- Ehemaliges Klostergebäude: Zweigeschossiger Massivbau mit Satteldach, Hausteinmauerwerk, im Erdgeschoss ehemals Kapitelsaal mit Kreuzgratgewölbe, 12./13. Jahrhundert, im Kapitelsaal Steintisch und romanisches Kapitell mit quadratischer Platte, 12. Jahrhundert (Lage).
- Ehemaliges Klostergebäude: Zweigeschossiger, L-förger Satteldachbau, Hausteinmauerwerk und Fachwerk, im Kern 12./13. Jahrhundert, verändert erstes Viertel 17. Jahrhundert (Lage).
- Reste des ehemaligen romanischen Kreuzganges, Sandstein, um 1110, 1874 neu zusammengestellt (Lage).
- Reste der ehemaligen Klostermauer: Hausteinmauerwerk, im Kern 12/13. Jahrhundert (Lage).

Aktennummer: D-6-72-111-1.
- Kirche St. Laurentius 
weitere Bilder
- Kreuzgangreste 
weitere Bilder
- Klostermauerreste 
weitere Bilder

| Lage                                             | Objekt                                                    | Beschreibung | Akten-Nr.              | Bild           |
| ------------------------------------------------ | --------------------------------------------------------- | --- | ---------------------- | -------------- |
| Nähe Am Hahn; Würzburger Weg 67a (Standort)      | Bildstock                                                 | Säule, Aufsatz mit Rundbogennische und Kreuzdach, Sandstein, bezeichnet „1694“ | D-6-72-111-4 Wikidata  | weitere Bilder |
| Am Rasen 146 (Standort)                          | Ehemaliges Bauernhaus                                     | Zweigeschossiger Satteldachbau mit Fachwerkgiebel, 18. Jahrhundert | D-6-72-111-7 Wikidata  | weitere Bilder |
| Am Rasen 146 (Standort)                          | Bildstock                                                 | Aufsatz mit Giebeldach und leere Nische, flankiert von Voluten, auf Sockel, zweckentfremdete Inschriftentafel, Sandstein, bezeichnet „1664“                                                                  | D-6-72-111-6 Wikidata  | weitere Bilder |

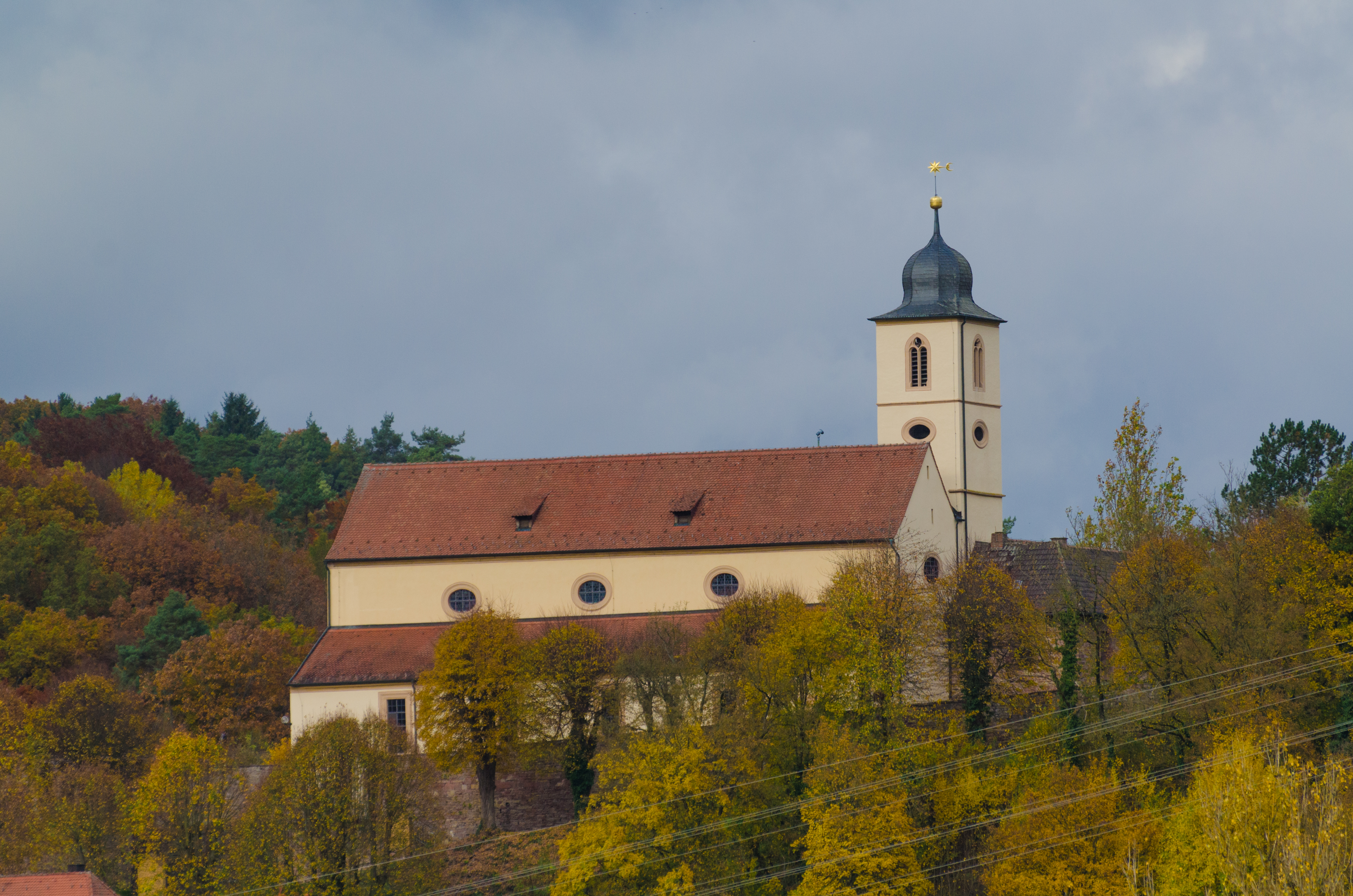
Kirche St. Laurentius weitere Bilder
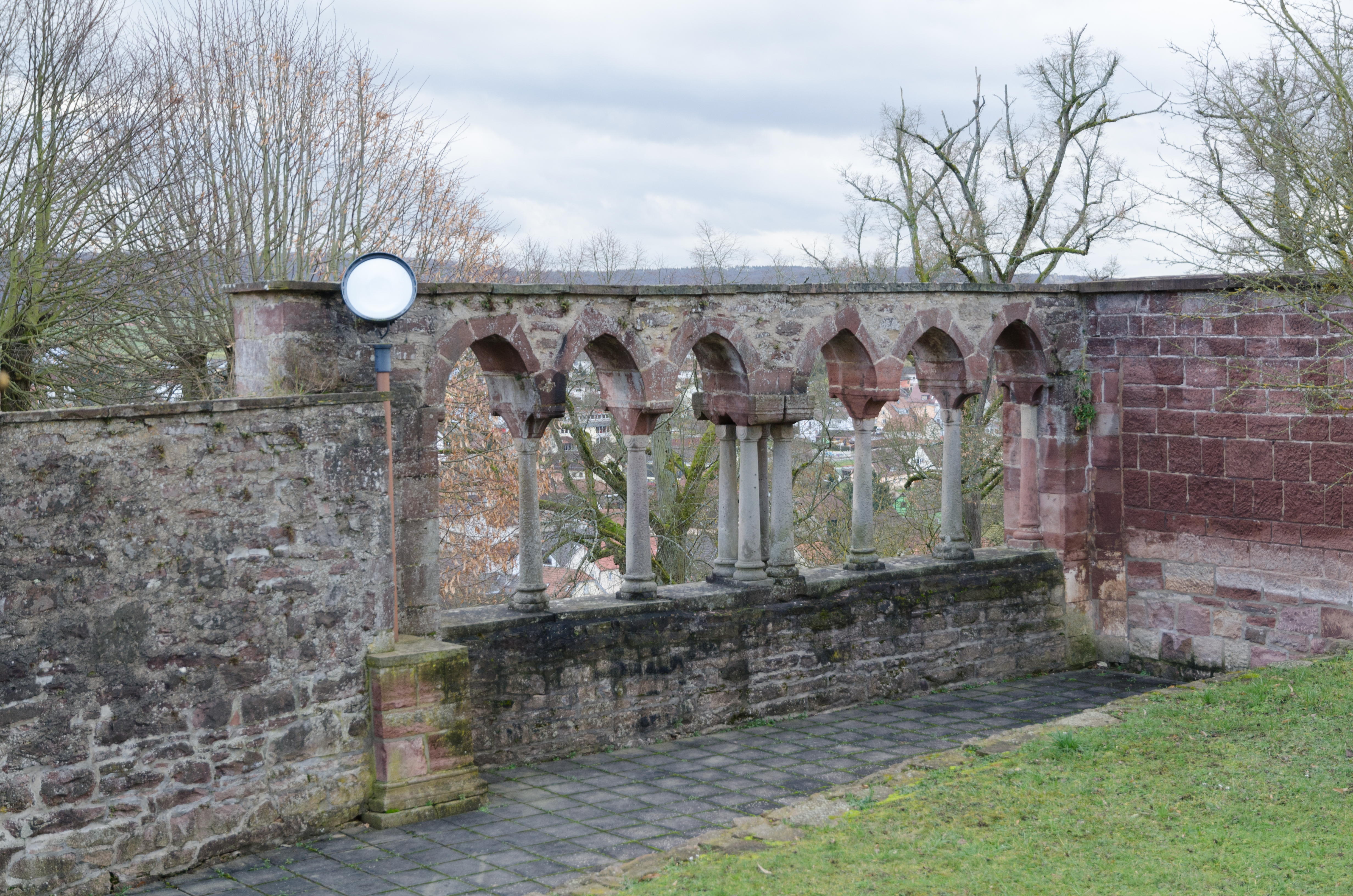
Kreuzgangreste weitere Bilder
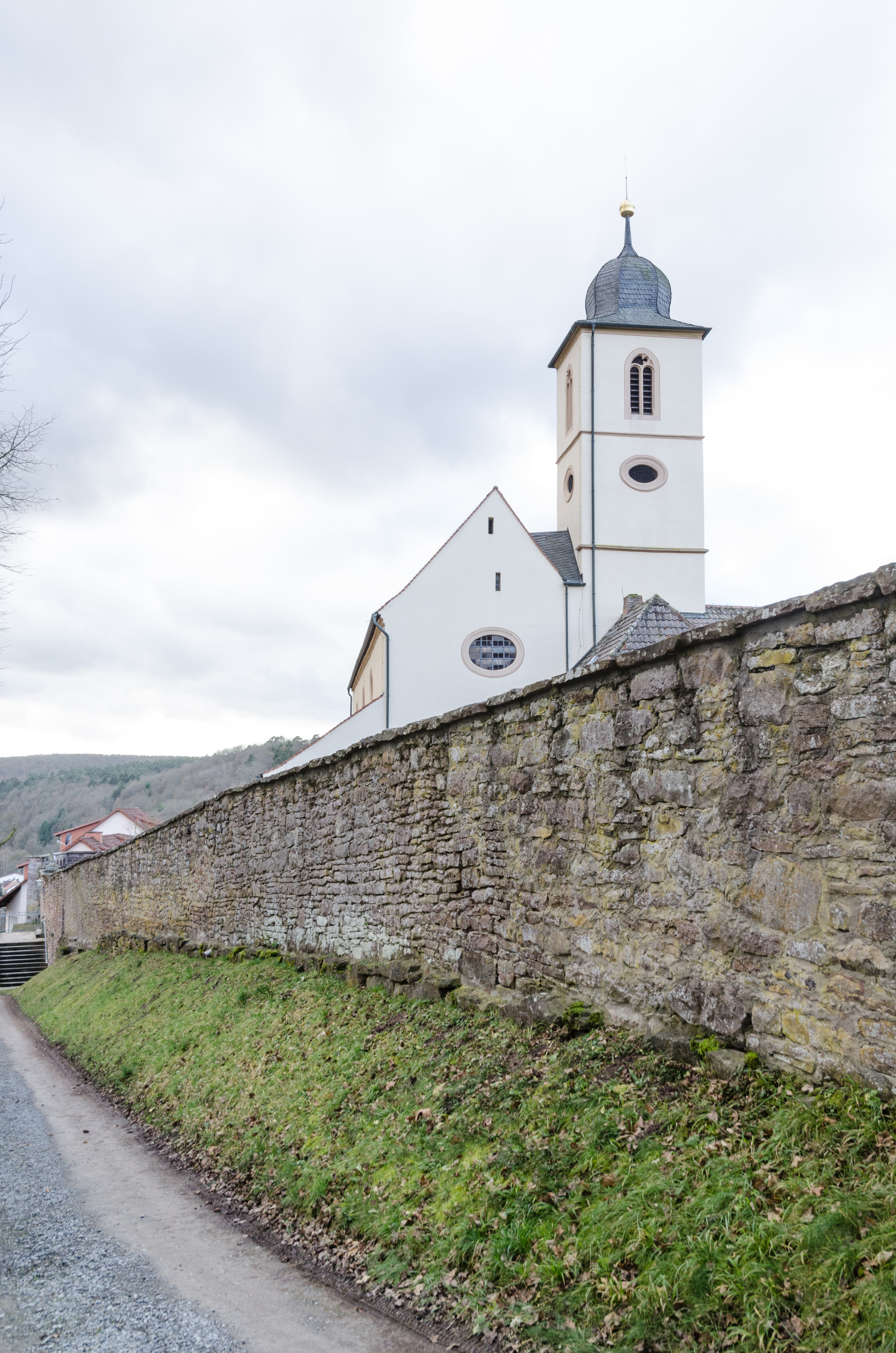
Klostermauerreste weitere Bilder

| An der Burg 171 (Standort)                       | Ehemalige Große Schule, später Rathaus                    | Zweigeschossiger traufständiger Satteldachbau mit Fachwerkobergeschoss, 1754, Anbau um 1870 mit Fachwerknebengebäude (Lage) und ehemaligem Waschhaus aus Sandsteinquadern (Lage)                             | D-6-72-111-25          | weitere Bilder |
| An der Burg 172 (Standort)                       | Ehemaliges Pfarrhaus, Wohnhaus                            | Zweigeschossiger, massiver Walmdachbau mit geohrten Fensterrahmen, 1690 | D-6-72-111-3 Wikidata  | weitere Bilder |
| An der Burg 172 (Standort)                       | Ehemaliger Pfarrhof, ehemalige Pfarrscheune               | Fachwerkbau mit Satteldach, wohl 18./19. Jahrhundert | D-6-72-111-3 Wikidata  | weitere Bilder |
| An der Burg 172 (Standort)                       | Ehemaliger Pfarrhof, Portal                               | mit Resten der Einfriedung, um 1690 | D-6-72-111-3 Wikidata  | BW             |
| An der Burg 172 (Standort)                       | Kreuzweg                                                  | 14 Kreuzwegstationen, gusseiserne Reliefplatte mit figürlichen Darstellungen und neugotischer Zier, in moderner Einhausung, bezeichnet „1899“                                                                | D-6-72-111-22 Wikidata | weitere Bilder |
| An der Burg 173 (Standort)                       | Friedhofskreuz                                            | Kruzifix auf Tischsockel mit Schädelstätte, Sandstein, bezeichnet „1924“ | D-6-72-111-14 Wikidata | weitere Bilder |
| An der Burg 173 (Standort)                       | Kriegerdenkmal für die Gefallenen von 1914/18             | Kruzifix auf Tischsockel mit Inschrift, daneben Sandsteinplatte mit den Namen der Gefallenen, Sandstein, um 1920                                                                                             | D-6-72-111-14 Wikidata | weitere Bilder |
| Elfershäuser Weg 141 (Standort)                  | Relief mit Kreuzigungsszene                               | Sandstein, 17. Jahrhundert, in modernem, hölzernen Heiligenhäuschen | D-6-72-111-5 Wikidata  | weitere Bilder |
| Hahn (Standort)                                  | Bildstock                                                 | Monolith, rundbogiger Aufsatz mit modernem Erlöserrelief auf Vierkantpfeiler, Sandstein, bezeichnet „1838“                                                                                                   | D-6-72-111-13 Wikidata | BW             |
| Kapellele (Standort)                             | Bildstock                                                 | Reliefaufsatz mit Satteldach und Relief der Heiligen Familie in Flachnische, auf abgefastem Pfeiler, über Tischsockel mit Inschrift, Sandstein, bezeichnet „1893“                                            | D-6-72-111-16 Wikidata | weitere Bilder |
| An der Burg; Kellerei (Standort)                 | Kreuzdachbildstock                                        | Aufsatz mit Reliefdarstellungen von Kruzifix, Pflanzenornament und Kreuz, auf Rundsäule über ornamentiertem Postament, Sandstein, bezeichnet „1648“                                                          | D-6-72-111-17 Wikidata | weitere Bilder |
| An der Burg; Kellerei (Standort)                 | Bildstockaufsatz                                          | Aus Sandstein, mit Reliefdarstellung des Gekreuzigten umgeben von Blumenornamenten, auf erneuertem Kalksteinpfeiler, 17. Jahrhundert                                                                         | D-6-72-111-15 Wikidata | weitere Bilder |
| Kirchenruine (Standort)                          | Kirchenruine                                              | Unvollendete Wandpfeilerbasilika, als Klosterkirchenneubau 500 m östlich der ursprünglichen Klosteranlage angelegt, Hau- bzw. Werksteinmauerwerk, Sandstein, Baubeginn Anfang 17. Jahrhundert, Baustopp 1622 | D-6-72-111-2 Wikidata  | weitere Bilder |
| Nähe Schafhof; Schafhof; Schafhof 164 (Standort) | Ehemaliger Schafhof, ehemaliger Schafstall mit Scheune    | Eingeschossiger Satteldachbau, mit Bruchsteinmauerwerk und Fachwerk, 17./18. Jahrhundert | D-6-72-111-9 Wikidata  | weitere Bilder |
| Nähe Schafhof; Schafhof; Schafhof 164 (Standort) | Einfriedung                                               | Hausteinmauerwerk, wohl zeitgleich | D-6-72-111-9 Wikidata  | weitere Bilder |
| Nähe Schafhof; Schafhof; Schafhof 164 (Standort) | Kapelle                                                   | Mit Figur des Christus an der Geißelsäule auf Sockel mit Inschrift, in Rundbogennische der Umfassungsmauer, 19. Jahrhundert                                                                                  | D-6-72-111-9 Wikidata  | weitere Bilder |
| Obere Gasse (Standort)                           | Bildstock                                                 | Kreuzförmiger Aufsatz aus Schmiedeeisen auf Sandsteinsäule, 19. Jahrhundert | D-6-72-111-11 Wikidata | BW             |
| Rotheller (Standort)                             | Bildstock                                                 | Aufsatz mit Satteldach und Flachnische, darin Kruzifix, auf Pfeiler, Kunststein, bezeichnet „1931/32“ | D-6-72-111-18 Wikidata | BW             |
| Schafhof (Standort)                              | Kriegerdenkmal für die Gefallenen des Krieges von 1870/71 | Gestufter Pfeiler mit Helmaufsatz, um 1925 | D-6-72-111-20 Wikidata | weitere Bilder |
| Schafhof (Standort)                              | St.-Nepomuk-Statue                                        | Ehemals auf der Saalebrücke, Sandsteinfigur auf gemauertem Sockel, Sandstein, bezeichnet „1712“ | D-6-72-111-12 Wikidata | weitere Bilder |
| Schulstraße 114 a; Schulstraße 114 b (Standort)  | Bildstock                                                 | Reliefaufsatz mit Kreuzbekrönung und 14 Nothelfer Darstellung, bezeichnet „1648“, auf neugotischem Schaft über Sockel, 19. Jahrhundert                                                                       | D-6-72-111-21 Wikidata | BW             |
| Wässerungsweg 30 a (Standort)                    | Wegkreuz                                                  | Kruzifix auf Tischsockel mit Inschriftenfeld, Sandstein, bezeichnet „1878“ | D-6-72-111-19 Wikidata | BW             |
| Zehntstraße 74 (Standort)                        | Ehemaliges Amtshaus                                       | Zweigeschossiger, massiver Mansardwalmdachbau mit Sockelgeschoss, bezeichnet „1752“ | D-6-72-111-8 Wikidata  | weitere Bilder |
| Zehntstraße 74 (Standort)                        | Hoftoranlage, mit Pforte                                  | Sandstein, in Formen des Rokoko, bezeichnet „1776“ | D-6-72-111-8 Wikidata  | weitere Bilder |